# LaGuardia Airport

i7
i11
i13
Der Flughafen LaGuardia (auch als New York-LaGuardia bekannt, IATA-Code: LGA, ICAO-Code: KLGA) ist ein internationaler Verkehrsflughafen in der US-amerikanischen Metropole New York City. Benannt wurde der Flughafen nach Fiorello LaGuardia, einem ehemaligen Bürgermeister von New York. Ursprünglich hieß der Flughafen New York Municipal Airport bzw. Glenn H. Curtiss Airport.

## Lage und Verkehrsanbindung
Der Flughafen LaGuardia liegt an der Flushing Bay im Stadtteil Queens. Er befindet sich auf dem Gebiet des Stadtteils East Elmhurst. Südlich des Flughafens verläuft die Schnellstraße Grand Central Parkway, in der Nähe verlaufen zudem die Interstates 278 und 678.

### Busverbindungen
Fünf Buslinien der Metropolitan Transportation Authority verbinden den Flughafen mit Bahnhöfen der U-Bahn und der Long Island Rail Road in Queens und in Manhattan. Sie sind auf dem offiziellen U-Bahn-Netzplan eingezeichnet. Zwei beschleunigte Stadtbuslinien mit dem Qualitätsmerkmal „Select Bus Service“ (SBS, ähnlich einer Metrobuslinie) verkehren rund um die Uhr und sind mit Gepäckablagen in den Fahrzeugen ausgestattet:
- Die SBS-Linie M60 verbindet Manhattans Upper West Side und Harlem entlang der 125th Street, über die Robert-F.-Kennedy-Brücken und durch Astoria in Queens mit dem Flughafen LaGuardia. An mehreren Stationen bestehen Umsteigemöglichkeiten zu den U-Bahnlinien 1, 2, 3, 4, 5, 6, A, B, C, D, N und W sowie zur Metro-North Railroad-Station Harlem–125th Street.
- Die SBS-Linie Q70 „LaGuardia Link“ in Queens verbindet ausschließlich die U-Bahnhöfe 61st Street-Woodside und 74th Street-Broadway mit dem Flughafen LaGuardia. Es bestehen Umsteigemöglichkeiten zu den U-Bahnlinien 7, E, F und R sowie zur Station Woodside der Long Island Rail Road. Seit Mai 2022 ist die Linie für alle Fahrgäste kostenlos.[7]

Darüber hinaus stellen die regulären Stadtbuslinien Q47, Q48 und Q72 Verbindungen zu einigen U-Bahn-Linien her.
Express-Shuttlebusse privater Anbieter verkehren nach Manhattan und zu anderen Zielen.

## Geschichte

Das Terminal des New York Municipal Airport, heute Teil des Terminal A

Der Flughafen befindet sich größtenteils auf einem Gebiet, das der Klavierfabrikant William Steinway in den 1870er Jahren von Farmern erwarb. Sein Ziel war es, die Produktion aus dem unruhigen und von Streiks geplagten Manhattan zu verlagern und mit einer Firmensiedlung eine bessere Zufriedenheit und Kontrolle der Arbeiter zu erreichen. Die Mitarbeiter der neu errichteten Steinway-Fabrik in Ditmars, Queens, auf Long Island sollten in der Umgebung angesiedelt werden. Steinway wollte ihnen auch am Wochenende Unterhaltung und Erholung bei Musik und Bier am „North Beach“ genannten Strand am East River bieten. Die damalige „North Beach“-Betreibergesellschaft hatte William Steinway zusammen mit dem ebenfalls deutschstämmigen Bierbrauer George Ehret gegründet. Es war das erste große Areal, das bereits um 1890 elektrisch beleuchtet wurde. In der Mitte zwischen dem östlichen Vergnügungsstrand und der etwa eine Meile westlich gelegenen Fabrik hatte William Steinway die Pikes-Villa (von einem ehemaligen Optiker) als Wochenendhaus erworben, von dessen Hügellage er sowohl die neue Fabrik als auch den Vergnügungsstrand im Auge behalten konnte. Gelegentlich schlug Steinway mit seinem Revolver marodierende Trunkenbolde in die Flucht.
Die North-Beach-Gesellschaft zum Betrieb des Vergnügungsstrandes (ähnlich Coney Island) erwirtschaftete – im Gegensatz zu anderen Immobilien-Unternehmungen Steinways – bereits ab dem ersten Tag Gewinne. Am Eröffnungstag des Vergnügungsstrandes ging der Strand-Gastronomie abends das Bier aus; spontan verabredete sich die Besucherschaft, nun in die nahegelegene Steinway-Arbeiter-Siedlung zu gehen und sie „leerzutrinken“. Der heutige Flughafen LaGuardia zielt mit seiner Landebahn nach Westen in die Richtung der auch heute noch genutzten Steinway-Klavier-Fabrik.
Im Jahr 1929 wurde das Gelände umgenutzt zu einem Flugplatz und trug die Bezeichnung Glenn H. Curtiss Airport, später wurde der Flugplatz in Curtiss-Wright Field umbenannt. Er wurde 1935 von der Stadt New York gekauft und in „North Beach Airport“ umbenannt. Zudem wurde das Gelände durch den Kauf angrenzender Grundstücke und durch Aufschüttungen erweitert. Am 9. September 1937 erfolgte der Spatenstich für die Errichtung eines neuen Flughafens. Dieser wurde am 15. Oktober 1939 als New York City Municipal Airport eingeweiht. Bereits am 2. November 1939 erfolgte eine Umbenennung in New York Municipal Airport-LaGuardia Field. Am 2. Dezember 1939 wurde der kommerzielle Flugbetrieb am Flughafen aufgenommen. Das erste Passagierterminal wurde als Overseas Terminal bezeichnet. Es wurde nahe der Bowery Bay errichtet, um eine Nutzung durch Flugboote zu ermöglichen. Später wurde es in Marine Air Terminal umbenannt.
Am 1. Juni 1947 wurde der Flughafen an die Port Authority of New York and New Jersey verpachtet, die ihn seitdem betreibt. Im gleichen Jahr erfolgte die Umbenennung in LaGuardia Airport. Am 17. April 1964 wurde mit dem Central Terminal Building ein neues Passagierterminal in Betrieb genommen, heute ist dieses Teil von Terminal B. Drei Jahre später wurde eine Erweiterung fertiggestellt. Zudem wurde im Juni 1983 das heutige Terminal D eröffnet, während 1992 eine erneute Erweiterung des Central Terminal Buildings abgeschlossen wurde. Am 12. September 1992 wurde das US Airways Terminal, das heutige Terminal C, in Betrieb genommen. 2011 übernahm Delta Air Lines das US Airways Terminal, im folgenden Jahr wurde es mit dem Terminal D verbunden.
Im Juli 2015 gab die Stadt New York bekannt, dass der Flughafen bis zum Jahr 2021 komplett saniert werden solle. Das zweistufige Konzept sieht unter anderem den Abriss von Terminal B sowie den Neubau und die Vereinigung der Terminals C und D bei Kosten von etwa acht Milliarden US-Dollar vor. Die erste Sanierungsphase sollte etwa vier Milliarden US-Dollar kosten und wurde 2022 abgeschlossen. Das neue Terminal B wurde schrittweise zwischen Dezember 2018 und Januar 2022 in Betrieb genommen. Im Juni 2022 wurde das neue Terminal C eröffnet.

## Flughafenanlagen

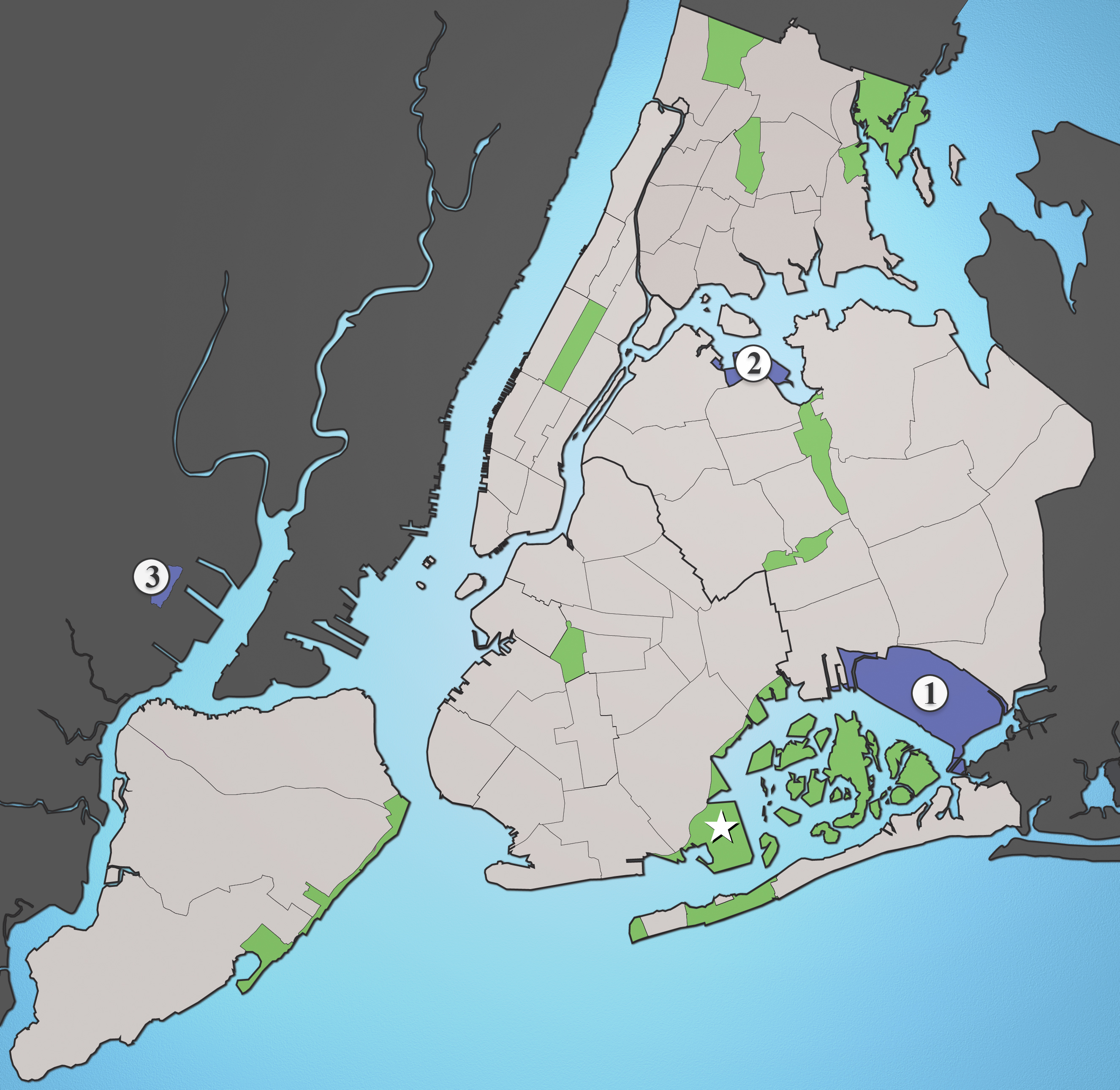
Lage der Flughäfen von New York und Umgebung: 1. JFK, 2. LaGuardia, 3. Newark, New Jersey, * Floyd Bennett Field

Der LaGuardia Airport erstreckt sich über eine Fläche von 275,19 Hektar.

### Start- und Landebahn
Der LaGuardia Airport verfügt über zwei sich kreuzende Start- und Landebahnen. Diese tragen die Bezeichnungen 04/22 und 13/31. Die Start- und Landebahn 13/31 ist 2135 Meter lang, während die Start- und Landebahn 04/22 2134 Meter lang ist. Beide Start- und Landebahnen sind 46 Meter breit und mit einem Belag ausgestattet, der jeweils zum Teil aus Asphalt und Beton besteht. Mit Ausnahme der Landebahn 31 sind die Landebahnen des Flughafens mit Instrumentenlandesystemen (ILS) ausgestattet. Die Start- und Landebahnen wurden 1967 für rund 40 Millionen US-Dollar auf die heutigen Längen erweitert. Dafür wurden Betonplattformen im East River errichtet. Zusätzlich verfügt der Flughafen über einen Hubschrauberlandeplatz.

### Passagierterminals
Der LaGuardia Airport verfügt über drei Passagierterminals mit insgesamt 74 Flugsteigen. Die Terminals werden durch Busse und sogenannte Walkways verbunden. Seit 2016 wird der Flughafen bei laufendem Betrieb umgebaut. Dabei wurden mit Ausnahme des Marine Air Terminals, welches heute Teil des Terminal A ist, alle Passagierterminals abgerissen und durch Neubauten ersetzt. Insgesamt soll der Umbau rund acht Milliarden US-Dollar kosten.

#### Terminal A
Das Terminal A liegt im Westen des Flughafengeländes und ist mit sechs Flugsteigen und Fluggastbrücken ausgestattet. Das denkmalgeschützte Marine Air Terminal ist heute Teil des Terminal A. Das Terminal wird von Frontier Airlines und Spirit Airlines genutzt.

#### Terminal B
Das neue Terminal B besteht aus einem Terminal und zwei Concourses mit insgesamt 35 Flugsteigen. Der erste Concourse wurde im Dezember 2018 eröffnet, das Terminal folgte im Juni 2020. Im August 2020 wurde der zweite Concourse eröffnet. Das Terminal B wird von Air Canada, American Airlines, jetBlue Airways, Southwest Airlines sowie United Airlines genutzt.

#### Terminal C
Das neue Terminal C besteht aus einem Terminal und vier Concourses mit insgesamt 33 Flugsteigen. Es entstand ab 2016 durch den Umbau und die Erweiterung der alten Terminals C und D. Im Juni 2022 wurde das neue Terminal größtenteils eröffnet. Das Terminal C wird von Delta Air Lines und Westjet Airlines genutzt.

### Sonstige Infrastruktur
Der LaGuardia Airport verfügt über einen 71 Meter hohen Kontrollturm. Dessen Errichtung kostete rund 100 Millionen US-Dollar, die Inbetriebnahme erfolgte im Oktober 2010. Der vorherige Kontrollturm stammte aus dem Jahr 1964.

## Fluggesellschaften und Ziele
Der Flughafen LaGuardia wird hauptsächlich für Inlandsflüge genutzt. So dient er Delta Air Lines und American Airlines als Drehkreuz für Kurz- und Mittelstreckenflüge in amerikanische Großstädte. Außerdem wird er von Air Canada, Frontier Airlines, jetBlue Airways, Southwest Airlines, Spirit Airlines, United Airlines und Westjet Airlines genutzt.

## Verkehrszahlen
| Verkehrszahlen des LaGuardia Airport 1984–2022 | Verkehrszahlen des LaGuardia Airport 1984–2022 | Verkehrszahlen des LaGuardia Airport 1984–2022 | Verkehrszahlen des LaGuardia Airport 1984–2022 | Verkehrszahlen des LaGuardia Airport 1984–2022 | Verkehrszahlen des LaGuardia Airport 1984–2022 | Verkehrszahlen des LaGuardia Airport 1984–2022 |
| Jahr                                           | Passagierzahlen                                | Passagierzahlen                                | Passagierzahlen                                | Luftfracht (Tonnen) (mit Luftpost)             | Flugbewegungen                                 |                                                |
| Jahr                                           | National                                       | International                                  | Gesamt                                         | Luftfracht (Tonnen) (mit Luftpost)             | Flugbewegungen                                 |                                                |
| ---------------------------------------------- | ---------------------------------------------- | ---------------------------------------------- | ---------------------------------------------- | ---------------------------------------------- | ---------------------------------------------- | ---------------------------------------------- |
| 1949                                           | -                                              | -                                              | 3.284.213                                      | 45.038                                         | 159.465                                        |                                                |
| 1960                                           | -                                              | -                                              | 2.935.613                                      | 62.478                                         | 191.736                                        |                                                |
| 1970                                           | -                                              | -                                              | 11.845.141                                     | 58.000                                         | 297.652                                        |                                                |
| 1980                                           | -                                              | -                                              | 17.467.962                                     | 75.216                                         | 317.633                                        |                                                |
| 1984                                           | 20.300.416                                     | 2.095                                          | 20.302.511                                     | 93.406                                         | 343.080                                        |                                                |
| 1985                                           | 20.406.696                                     | 135.756                                        | 20.542.452                                     | 105.744                                        | 348.053                                        |                                                |
| 1986                                           | 21.993.901                                     | 194.970                                        | 22.188.871                                     | 101.372                                        | 350.867                                        |                                                |
| 1987                                           | 24.050.206                                     | 175.707                                        | 24.225.913                                     | 106.699                                        | 356.040                                        |                                                |
| 1988                                           | 22.783.658                                     | 1.375.122                                      | 24.158.780                                     | 106.213                                        | 362.072                                        |                                                |
| 1989                                           | 21.675.874                                     | 1.482.443                                      | 23.158.317                                     | 107.259                                        | 349.054                                        |                                                |
| 1990                                           | 21.399.801                                     | 1.364.803                                      | 22.764.604                                     | 116.868                                        | 356.358                                        |                                                |
| 1991                                           | 18.495.858                                     | 1.190.398                                      | 19.686.256                                     | 95.798                                         | 326.776                                        |                                                |
| 1992                                           | 18.555.952                                     | 1.189.895                                      | 19.745.847                                     | 104.479                                        | 332.353                                        |                                                |
| 1993                                           | 18.613.460                                     | 1.191.106                                      | 19.804.566                                     | 98.649                                         | 337.139                                        |                                                |
| 1994                                           | 19.530.496                                     | 1.199.971                                      | 20.730.467                                     | 93.210                                         | 337.739                                        |                                                |
| 1995                                           | 19.309.523                                     | 1.289.871                                      | 20.599.394                                     | 92.717                                         | 345.490                                        |                                                |
| 1996                                           | 19.337.106                                     | 1.362.030                                      | 20.699.136                                     | 86.783                                         | 345.647                                        |                                                |
| 1997                                           | 20.305.251                                     | 1.302.197                                      | 21.607.448                                     | 83.921                                         | 355.099                                        |                                                |
| 1998                                           | 21.570.795                                     | 1.241.140                                      | 22.811.935                                     | 68.756                                         | 356.135                                        |                                                |
| 1999                                           | 22.592.060                                     | 1.334.863                                      | 23.926.923                                     | 72.069                                         | 362.996                                        |                                                |
| 2000                                           | 24.013.839                                     | 1.346.195                                      | 25.360.034                                     | 71.159                                         | 384.555                                        |                                                |
| 2001                                           | 21.375.263                                     | 1.144.611                                      | 22.519.874                                     | 54.653                                         | 367.871                                        |                                                |
| 2002                                           | 20.869.575                                     | 1.117.104                                      | 21.986.679                                     | 32.230                                         | 362.439                                        |                                                |
| 2003                                           | 21.435.246                                     | 1.047.524                                      | 22.482.770                                     | 28.453                                         | 374.961                                        |                                                |
| 2004                                           | 23.191.610                                     | 1.261.593                                      | 24.453.203                                     | 26.594                                         | 399.775                                        |                                                |
| 2005                                           | 24.418.231                                     | 1.471.129                                      | 25.889.360                                     | 23.861                                         | 400.871                                        |                                                |
| 2006                                           | 24.496.982                                     | 1.313.621                                      | 25.810.603                                     | 17.886                                         | 399.950                                        |                                                |
| 2007                                           | 23.799.365                                     | 1.226.902                                      | 25.026.267                                     | 10.598                                         | 391.547                                        |                                                |
| 2008                                           | 21.941.392                                     | 1.131.664                                      | 23.073.056                                     | 10.459                                         | 378.908                                        |                                                |
| 2009                                           | 21.143.013                                     | 1.010.223                                      | 22.153.236                                     | 7.313                                          | 354.388                                        |                                                |
| 2010                                           | 22.948.347                                     | 1.032.967                                      | 23.981.314                                     | 7.349                                          | 361.559                                        |                                                |
| 2011                                           | 23.086.756                                     | 1.035.722                                      | 24.122.478                                     | 7.287                                          | 365.870                                        |                                                |
| 2012                                           | 24.274.029                                     | 1.433.755                                      | 25.707.784                                     | 7.426                                          | 369.989                                        |                                                |
| 2013                                           | 24.944.227                                     | 1.727.528                                      | 26.671.755                                     | 7.350                                          | 370.551                                        |                                                |
| 2014                                           | 25.157.202                                     | 1.814.893                                      | 26.972.095                                     | 7.936                                          | 361.211                                        |                                                |
| 2015                                           | 26.684.923                                     | 1.752.745                                      | 28.437.668                                     | 8.119                                          | 360.274                                        |                                                |
| 2016                                           | 27.996.855                                     | 1.790.006                                      | 29.786.861                                     | 7.498                                          | 369.987                                        |                                                |
| 2017                                           | 27.474.292                                     | 2.087.936                                      | 29.562.228                                     | 8.585                                          | 369.152                                        |                                                |
| 2018                                           | 27.857.697                                     | 2.224.430                                      | 30.082.127                                     | 9.847                                          | 371.905                                        |                                                |
| 2019                                           | 28.875.041                                     | 2.209.853                                      | 31.084.894                                     | 9.168                                          | 374.078                                        |                                                |
| 2020                                           | 7.853.368                                      | 391.824                                        | 8.245.192                                      | 7.220                                          | 139.354                                        |                                                |
| 2021                                           | 15.319.871                                     | 281.192                                        | 15.601.063                                     | 7.659                                          | 179.040                                        |                                                |
| 2022                                           | 27.984.278                                     | 1.013.314                                      | 28.997.592                                     | 7.183                                          | 349.298                                        |                                                |

| Rangliste der Passagierfluggesellschaften (2022) | Rangliste der Passagierfluggesellschaften (2022) | Rangliste der Passagierfluggesellschaften (2022) | Rangliste der Passagierfluggesellschaften (2022) |
| Rang                                             | Fluggesellschaft                                 | Passagiere                                       | Prozentanteil                                    |
| ------------------------------------------------ | ------------------------------------------------ | ------------------------------------------------ | ------------------------------------------------ |
| 1                                                | Delta Air Lines                                  | 11.516.979                                       | 39,72 %                                          |
| 2                                                | American Airlines                                | 7.261.161                                        | 25,04 %                                          |
| 3                                                | Southwest Airlines                               | 2.889.970                                        | 9,97 %                                           |
| 4                                                | Jetblue Airways                                  | 2.652.308                                        | 9,15 %                                           |
| 5                                                | United Airlines                                  | 1.944.887                                        | 6,71 %                                           |
| 6                                                | Spirit Airlines                                  | 1.566.156                                        | 5,40 %                                           |
| 7                                                | Air Canada                                       | 675.284                                          | 2,33 %                                           |
| 8                                                | Frontier Airlines                                | 337.954                                          | 1,17 %                                           |
| 9                                                | Westjet Airlines                                 | 152.893                                          | 0,53 %                                           |

| Rangliste Luftfracht (2022) | Rangliste Luftfracht (2022) | Rangliste Luftfracht (2022) | Rangliste Luftfracht (2022) |
| Rang                        | Fluggesellschaft            | Fracht (Tonnen)             | Anteil                      |
| --------------------------- | --------------------------- | --------------------------- | --------------------------- |
| 1                           | Southwest Airlines          | 3.797                       | 62,83 %                     |
| 2                           | Delta Air Lines             | 1.379                       | 22,82 %                     |
| 3                           | American Airlines           | 792                         | 13,10 %                     |
| 4                           | United Airlines             | 75                          | 1,25 %                      |

### Verkehrsreichste Strecken
| Verkehrsreichste nationale Strecken ab New York–LaGuardia (2022) | Verkehrsreichste nationale Strecken ab New York–LaGuardia (2022) | Verkehrsreichste nationale Strecken ab New York–LaGuardia (2022) | Verkehrsreichste nationale Strecken ab New York–LaGuardia (2022) |
| Rang                                                             | Stadt                                                            | Passagiere                                                       | Fluggesellschaft                                                 |
| ---------------------------------------------------------------- | ---------------------------------------------------------------- | ---------------------------------------------------------------- | ---------------------------------------------------------------- |
| 01                                                               | Chicago–O’Hare, Illinois                                         | 1.095.750                                                        | American, Delta, United                                          |
| 02                                                               | Atlanta, Georgia                                                 | 956.400                                                          | Delta, Frontier, jetBlue Airways, Southwest                      |
| 03                                                               | Miami, Florida                                                   | 880.890                                                          | American, Delta                                                  |
| 04                                                               | Dallas/Fort Worth, Texas                                         | 799.630                                                          | American, Delta, Frontier, Spirit                                |
| 05                                                               | Orlando, Florida                                                 | 703.980                                                          | Delta, Frontier, jetBlue, Spirit                                 |
| 06                                                               | Fort Lauderdale, Florida                                         | 666.010                                                          | Delta, jetBlue. Spirit                                           |
| 07                                                               | Denver, Colorado                                                 | 602.480                                                          | Delta, jetBlue, Southwest, United                                |
| 08                                                               | Charlotte, North Carolina                                        | 483.150                                                          | American, Delta                                                  |
| 09                                                               | Houston–Intercontinental, Texas                                  | 416.310                                                          | American, Delta, Spirit, United                                  |
| 10                                                               | Boston, Massachusetts                                            | 413.130                                                          | Delta, jetBlue                                                   |

## Zwischenfälle
Von 1954 bis heute gab es acht größere Unfälle.

### Flugunfälle
- Am 13. Juli 1945 brach an einer Douglas DC-4/C-54A-1-DO der United States Army Air Forces (USAAF) (Luftfahrzeugkennzeichen 41-107437) während des Fluges ein heftiger Motorbrand aus. Bei der Notlandung auf dem Flughafen New York-LaGuardia kam es zu einem Ringelpiez. Die Maschine brannte völlig aus. Alle sechs Besatzungsmitglieder überlebten den Unfall.[27]

- Am 29. Mai 1947 raste eine Douglas DC-4 der United Air Lines (NC30046) auf dem Flughafen New York-La Guardia bei einem verspäteten Startabbruch aus dem Flughafengelände heraus und explodierte. Die Ruderverriegelungen waren nicht gelöst worden. Nur 5 der 48 Insassen überlebten (siehe auch United-Air-Lines-Flug 521).[28]

- Am 14. Januar 1952 setzte eine Convair CV-240 der Northeast Airlines (N91238) rund 1100 m vor der Landebahn des Flughafens New York-LaGuardia in der Flushing Bay auf. Die 3 Besatzungsmitglieder und 33 Passagiere wurden gerettet. Das Flugzeug wurde als Totalverlust verbucht.[29][30]

- Am 1. Februar 1957 streifte eine Douglas DC-6A der Northeast Airlines (N34954) kurz nach dem Start Bäume auf Rikers Island und schlug daraufhin 60 Sekunden nach dem Abheben auf dem Boden auf. Von den 101 Personen an Bord starben 20 (siehe auch Northeast-Airlines-Flug 823).[31]

- Am 3. Februar 1959 starben beim Unfall einer Lockheed L-188A Electra der American Airlines (N6101A) 65 der 73 Personen an Bord, als die Piloten einen zu steilen Landeanflug auf den Flughafen LaGuardia durchführten und die Maschine etwa 1500 Meter vor der Landebahn in den East River flogen. Dies war der erste Totalschaden einer Electra.[32]

- Am 14. September 1960 streifte das Hauptfahrwerk einer Lockheed L-188A Electra der American Airlines (N6127A) kurz vor der Landebahn am Flughafen LaGuardia einen unmarkierten Deich. Alle 76 Insassen überlebten; die Maschine wurde irreparabel beschädigt.[33]

- Am 21. September 1989 (UTC) schoss eine Boeing 737-400 der USAir (N416US) nach dem Abbruch des Starts über das Bahnende hinaus und stürzte in den East River. Die Maschine zerbrach dabei in drei Stücke; zwei Passagiere kamen ums Leben. Ursachen waren ein entgegen den Checklisten vertrimmtes Seitenruder sowie unverständliche und missverständliche Kommandos des Kapitäns (siehe auch USAir-Flug 5050).[34]

- Am 22. März 1992 stürzte eine Fokker F28-4000 der USAir (N485US) auf dem Flug nach Cleveland wegen vereister Tragflächen beim Start in die Flushing Bay. Von den 51 Personen an Bord starben 27 (siehe auch USAir-Flug 405).[35][36]

- Am 19. Januar 2003 rollte ein Mechaniker einen Airbus A319 der Northwest Airlines (N313NB) auf dem Flughafen New York-LaGuardia mit viel zu viel Schub über das Vorfeld. Dadurch rammte er eine Boeing 757-251 dieser (N550NW) sowie den Betonsockel einer Fluggastbrücke mit solchem Tempo, dass der Airbus zum Totalschaden wurde. Am Rumpf der Boeing 757 wurde ein Riss mit den Maßen 2 m × 0,60 m erzeugt. Personen kamen nicht zu Schaden.[37]

- Am 15. Januar 2009 musste ein Airbus A320 der US Airways (N106US) wegen Problemen mit beiden Triebwerken kurz nach dem Start auf dem Hudson River notgewassert werden. Alle 155 Personen an Bord konnten lebend durch Hafenfähren und andere Wasserfahrzeuge gerettet werden. Unfallursache war ein kompletter Triebwerksausfall wegen Vogelschlags (siehe auch US-Airways-Flug 1549).[38][39]

- Am 22. Juli 2013 brach an einer Boeing 737-700 der Southwest Airlines (N753SW) bei der Landung das Bugfahrwerk. Zehn Menschen wurden leicht verletzt; das Flugzeug musste abgeschrieben werden.[40]

- Am 5. März 2015 rutschte eine McDonnell Douglas MD-88 der Delta Air Lines (N909DL) bei der Landung von der Landebahn und blieb in einem Zaun hängen. Von den 132 Insassen wurden 29 Passagiere leicht verletzt. Die Maschine wurde irreparabel beschädigt (siehe auch Delta-Air-Lines-Flug 1086).[41][42]

### Sonstige Zwischenfälle
- Am 28. September 1948 brannte eine Douglas DC-4 der US-amerikanischen Trans World Airlines (TWA) (Luftfahrzeugkennzeichen NC45345) auf dem Flughafen LaGuardia aus. Ein Mechaniker hatte offenbar unsachgemäß die Sauerstofftanks aufgefüllt, wobei ein Feuer im mittleren Bereich der Maschine ausbrach. Über Personenschäden ist nichts bekannt.[43]

- Am 29. Dezember 1975 tötete eine Bombenexplosion in LaGuardia 11 Personen und verletzte 74.[44]

## Ehemaliges Projekt AirTrain LGA
Pläne zum Bau eines Peoplemovers mit der Bezeichnung AirTrain LGA wurden 2023 verworfen. Er sollte wie der AirTrain JFK am Flughafen John F. Kennedy und der AirTrain Newark am Flughafen Newark Liberty International im Eigentum der Port Authority of New York and New Jersey den Flughafen mit existierenden Linien des schienengebundenen öffentlichen Nahverkehrs verbinden.
Eine direkte Verlängerung der U-Bahn-Linien auf der als Hochbahn angelegten BMT Astoria Line der New Yorker U-Bahn um ca. vier Kilometer zum Flughafen scheiterte Anfang der 2000er Jahre. Andrew Cuomo schlug als Gouverneur von New York im Jahr 2015 eine Planung für den AirTrain LGA vor, die seine Amtsnachfolgerin Kathy Hochul nicht fortführte. Ab 2021 wurden Optionen, die Anbindung des Flughafens zu verbessern, untersucht. Obwohl demnach eine U-Bahn-Verlängerung die beste Lösung wäre, scheidet sie nach Ansicht der Gutachter aus Kostengründen aus, so dass mit Stand 2023 eine Verbesserung des Busangebots empfohlen wird.
Der von Cuomo vorgeschlagene AirTrain LGA hätte nicht die öffentliche Verkehrsanbindung der durchquerten Wohngegenden verbessert, sondern nur eine Punktverbindung zum Bahnhof Mets–Willets Point am Rand des Flushing-Meadows-Corona-Parks hergestellt. Die Streckenführung aufgeständert entlang der Schnellstraße Grand Central Parkway hätte zwar geografisch betrachtet zunächst von Manhattan fort geführt, aber es wäre mit weniger Einwänden zu rechnen gewesen. Für die Sportveranstaltungen im Citi Field und dem USTA Billie Jean King National Tennis Center existiert eine leistungsfähige Verkehrsanlage mit einem Großparkplatz, mit Umsteigemöglichkeit zur U-Bahn-Linie 7 und zur Long Island Rail Road.